# Bronze arsénié

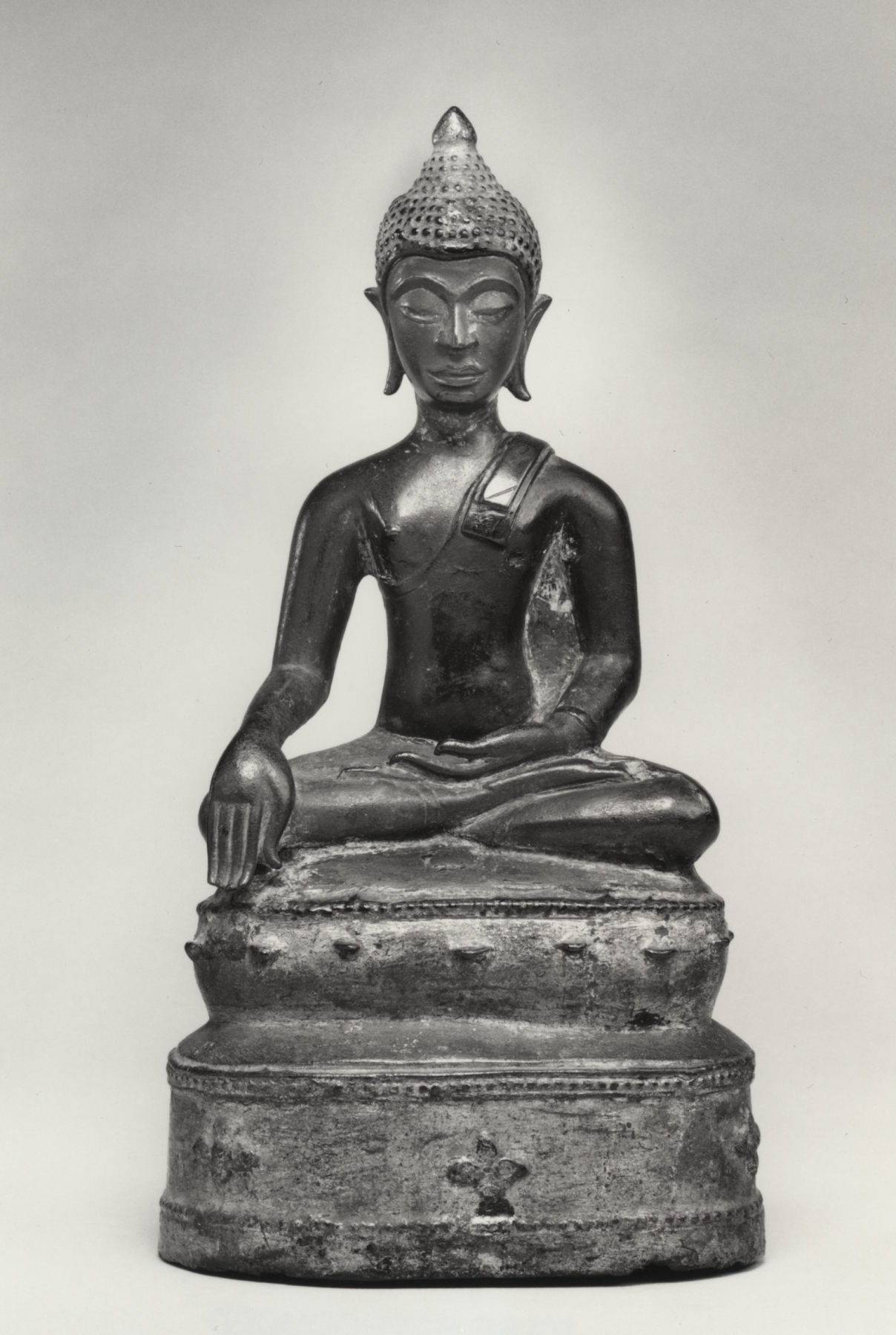
Un bouddha en bronze arsénié (Lanna, XVIIIe siècle,).

Le bronze arsénié est un alliage dans lequel de l’arsenic est ajouté au cuivre à la place, ou en plus de l’étain ou d’autres éléments métalliques d’addition, pour former du bronze. L’utilisation d’arsenic avec le cuivre, en tant qu’élément secondaire d’alliage ou en compagnie d’un autre composant tel que l’étain, donne un alliage à la fois plus résistant et présentant un meilleur comportement au coulage.
Le minerai de cuivre étant fréquemment contaminé à l’état naturel par l’arsenic, l'utilisation en archéologie du terme de « bronze arsénié » est généralement réservée aux alliages dont le pourcentage massique en arsenic dépasse 1 %, afin de les différencier d’une présence éventuellement accidentelle d’arsenic.

## Pendant la Préhistoire
| Minerai    | Formule chimique |
| ---------- | ---------------- |
| Énargite   | Cu3AsS4          |
| Olivénite  | Cu2(AsO4)OH      |
| Tennantite | Cu12As4S13       |
| Malachite  | Cu2(OH)2CO3      |
| Azurite    | Cu3(OH)2(CO3)2   |

Bien que l'utilisation du bronze arsénié soit répertoriée dans le monde entier par les vestiges archéologiques, les plus anciens artéfacts connus à ce jour furent retrouvés sur le Plateau Iranien et datés du Ve millénaire av. J.-C.. L'arsenic est présent dans un certain nombre de minerais contenant du cuivre (voir le tableau ci-contre)) et par conséquent la contamination du cuivre par l'arsenic est inévitable. Il reste encore à déterminer dans quelle mesure l'arsenic a été délibérément ajouté au cuivre et à quel point son utilisation émergea naturellement de sa présence dans les minerais de cuivre qui étaient ensuite fondus pour produire le métal.
Une explication possible de la chaîne d'évènements implique la considération de la structure des dépôts de minerai de cuivre, pour l'essentiel des sulfures. Les minéraux de surface auraient contenu du cuivre natif et des minéraux oxydés, mais la majeure partie du cuivre et d'autres minéraux auraient été emportés plus profondément au cœur du minerai, formant une zone d'enrichissement secondaire comprenant de nombreux minéraux comme la tennantite, avec leur arsenic, cuivre et fer. Ainsi, les dépôts de surface auraient été utilisés d'abord, avant qu'une extraction plus profonde ne révèle d'autres sulfures, qui une fois travaillés présentèrent de meilleures propriétés que les minéraux de surface.
À partir de ces divers minerais, quatre méthodes distinctes ont pu être utilisées pour produire des alliages de bronze arsénié :
- l'ajout direct de métaux ou minerais contenant de l'arsenic, comme le réalgar, au cuivre fondu.

Les preuves d'emploi de cette méthode manquent toutefois, même si elle reste possible ;
- la réduction d'arséniates de cuivre contenant de l'antimoine (cuivre gris), produisant un alliage à haute teneur en arsenic et en antimoine.

Ce procédé est tout à fait réalisable ;
- la réduction d'arséniosulfures de cuivre comme la tennantite et l'énargite.

Cette méthode produit des fumées toxiques de trioxyde d'arsenic, et résulte dans la perte de la majeure partie de l'arsenic présent dans les minerais ;
- la fusion simultanée d'oxydes et de sulfures de cuivre, par exemple la malachite et l'arsénopyrite ensemble.

Le bon fonctionnement de cette méthode a été démontré, avec une très faible production de fumées nocives, du fait des réactions entre les différents minéraux.
Thornton et al. suggèrent cependant que les métallurgistes utilisaient un procédé plus sophistiqué : ils produisaient délibérément de l'arséniate de fer lors du processus de fusion du cuivre, dans le but de le revendre ou de l'utiliser pour produire du bronze arsénié ailleurs, par ajout direct au cuivre fondu.
Les artéfacts fabriqués à partir de bronze arsénié couvrent tout le spectre des objets métalliques, des haches aux ornements. Le procédé de fabrication impliquait le chauffage du métal dans des creusets et son coulage dans des moules de pierre ou d'argile. Une fois solidifié, il était poli ou, dans le cas des haches et des outils, écroui en le martelant, en l'aplatissant et en le renforçant. Les produits finaux pouvaient également être gravés ou décorés de manière appropriée.

## Avantages
Bien qu'à l'origine l'arsenic fût probablement mêlé au cuivre du fait de sa présence dans les minerais, son utilisation s'est perpétuée pour diverses raisons. Premièrement, l'arsenic agit comme désoxydant, réagissant avec l'oxygène dans le métal chaud pour former des oxydes arsénieux qui s'évaporent et s'échappent du métal en fusion. Si une grande quantité d'oxygène est dissoute dans le cuivre liquide, le refroidissement de ce dernier amène une ségrégation intergranulaire d'oxyde de cuivre aux joints de grains et réduit fortement la ductilité du produit final.
Deuxièmement, le bronze arsénié réagit mieux à l'écrouissage que le cuivre pur, et permet donc de former des lames et des haches plus efficaces pour couper. La capacité d'écrouissage augmente avec le pourcentage d'arsenic, et l'écrouissage est réalisable dans une large gamme de température sans peur de fragilisation. Les propriétés améliorées du bronze arsénié peuvent être constatées dès 0,5 à 2 % en masse d'arsenic, avec une augmentation de 10 à 30 % de la dureté et de la tension de rupture.
Troisièmement, ajouté dans des proportions convenables, l'arsenic peut amener une brillance argentée au produit manufacturé. On a trouvé des dagues de bronze arsénié dans le Caucase, ainsi que d'autres artéfacts en provenance de différentes régions, présentant une couche superficielle riche en arsenic qui pourrait tout à fait résulter du choix délibéré des forgerons de l'époque. Les cloches mexicaines étaient aussi fabriquées en cuivre, avec suffisamment d'arsenic pour leur donner un aspect argenté.

## Pendant l'âge du bronze
Le bronze arsénié a été utilisé par de nombreuses sociétés et cultures, dans des régions du monde variées. Le plateau Iranien, suivi de la Mésopotamie adjacente (couvrant ensemble les territoires des actuels Iran, Irak et Syrie), présente les traces les plus anciennes de métallurgie du bronze arsénié. Ce dernier a été utilisé sur une période s'étendant du IVe millénaire jusqu'au milieu du IIe millénaire av. J.-C., soit près de 2 000 ans. La teneur en arsenic varie fortement d'un artéfact à l'autre, de sorte qu'il est impossible de déterminer quelle proportion d'arsenic était délibérément ajoutée, et quelle proportion était accidentellement présente. Parmi les sociétés ayant travaillé le bronze arsénié, on peut citer les Akkadiens, les habitants d'Ur et les Amorrites, tous situés aux environs du Tigre et de l'Euphrate, et centres du réseau commercial qui propagea l'utilisation du bronze arsénié dans tout le Moyen-Orient au cours de l'âge du bronze.
Le trésor de Nahal Mishmar (désert de Judée, à l'ouest de la mer Morte), daté de la période chalcolithique, contient un grand nombre d'artéfacts de bronze arsénié (4-12 %m d'arsenic), voire de cuivre arsénié (moins de 0,5 %m d'arsenic), fabriqués en utilisant le procédé de la cire perdue, ce qui en fait la plus ancienne trace connue d'utilisation de cette technique complexe. La datation au carbone 14 de la natte dans laquelle les objets étaient enveloppés suggère qu'elle date d'au moins 3500 av. J.-C. C'est à cette période que l'utilisation du cuivre s'est répandue à travers l'Orient, attestant de développements technologiques considérables en parallèle des développements sociaux majeurs qui ont marqué la région."
Les dépôts de sulfures sont souvent un mélange de différents sulfures minéraux, susceptibles de contenir du cuivre, du zinc, du plomb, de l'arsenic et d'autres métaux (la sphalérite (ZnS) par exemple, n'est pas rare dans les dépôts de sulfures de cuivre, et le métal fondu serait alors du laiton, qui est à la fois plus dur et plus durable que le bronze). Les métaux pourraient théoriquement être séparés, mais les alliages obtenus étaient généralement bien plus résistants que les composants métalliques pris individuellement.
Le bronze arsénié s'est répandu le long des routes commerciales jusqu'au nord-ouest de la Chine, dans la région du Gansu et du Qinghai, avec les cultures de Siba, de Qijia et de Tianshanbeilu. Il est cependant difficile de déterminer si les artéfacts de bronze arsénié ont été importés ou fabriqués localement, bien que la dernière possibilité soit plus probable du fait de l'éventuelle exploitation locale des ressources minérales. D'un autre côté, les artéfacts montrent des connexions typologiques avec la steppe Eurasienne.
La période calcholithique au Nord de l'Italie, avec les cultures de Remedello et de Rinaldone entre 2800 et 2200 av. J.-C., a vu se développer l'utilisation du bronze arsénié. En effet, il semble que ce soit l'alliage le plus commun du bassin méditerranéen à cette époque.
En Amérique du Sud, le bronze arsénié était l'alliage prédominant en Équateur et au Pérou central et du nord, du fait des minerais riches en arsenic qui s'y trouvent. À l'opposé, les Andes centrales et du Sud, le Sud du Pérou, la Bolivie et certaines régions d'Argentine étaient riches en minerai d'étain (notamment la cassitérite), et n'utilisèrent donc pas de bronze arsénié.
La culture de Lambayeque, sur la côte nord-ouest du Pérou, est célèbre pour ses objets de bronze arsénié, fabriqués entre 900 et 1350 de notre ère. Le bronze arsénié et le bronze à base d'étain ont coexisté dans les Andes, probablement du fait de la plus grande ductilité de ce dernier permettant de le marteler facilement en fines feuilles d'étain qui étaient très appréciées dans la société.

## Après l'âge du bronze
Les vestiges archéologiques en Égypte, au Pérou et dans le Caucase suggèrent que le bronze arsénié a été produit longtemps en parallèle du bronze à base d'étain. À Tepe Yahya, son utilisation s'est perpétuée dans l'Âge du fer pour la manufacture de bibelots et d'objets décoratifs, démontrant ainsi qu'il n'y eut pas qu'une succession d'alliages au cours du temps, de meilleurs alliages plus récents remplaçant les plus anciens. Le bronze à base d'étain ne présente pas de réel avantage métallurgique, et les premiers auteurs ont suggéré que le bronze arsénié a progressivement disparu du fait de ses effets sur la santé. Il est plus probable que sa disparition dans l'usage général est liée au fait que l'alliage avec l'étain donne des coulages d'une résistance comparable, mais ne nécessitait pas d'écrouissage approfondi pour atteindre une résistance acceptable. Il est également probable que des résultats plus fiables étaient atteints avec l'étain, qui peut être ajouté directement au cuivre dans des proportions spécifiques, alors qu'il est nettement plus difficile de juger la quantité précise d'arsenic ajoutée lors du procédé de manufacture.

## Effets sur la santé
Le point d'ébullition de l'arsenic est de 615 °C, de sorte que les oxydes arsénieux s'échappent du mélange fondu avant ou pendant le coulage, et les fumées provenant des feux utilisés pour le minage et le traitement des minerais sont connues depuis longtemps pour attaquer les yeux, les poumons et la peau.
Un empoisonnement chronique à l'arsenic mène à une neuropathie périphérique, qui peut causer une certaine faiblesse dans les jambes et les pieds. On a supposé que ce fait est derrière la légende de forgerons boiteux, comme le dieu grec Héphaïstos.
La momie bien préservée d'un homme qui vivait aux alentours de 3200 av. J.-C., retrouvée dans les Alpes de l'Ötztal, popularisée sous le nom d'Ötzi, a montré des niveaux élevés à la fois de particules de cuivre et d'arsenic dans ses cheveux. Cela, avec sa hache dont la lame est composée à 99,7 % de cuivre pur, a amené les scientifiques à supposer qu'il était impliqué dans la fonte du cuivre.

## Utilisation moderne
Le bronze arsénié est peu employé à l'époque moderne. Il semble que l'équivalent le plus proche soit, par le nom, le cuivre arsénié, c'est-à-dire du cuivre à moins de 0,5 %m d'arsenic, sous le seuil accepté pour les artéfacts archéologiques. La présence de 0,5 %m d'arsenic dans le cuivre diminue sa conductivité à 34 % par rapport à celle du cuivre pur, et même aussi peu que 0,05 %m la diminue de 15 %. Il n'y a par conséquent aucune demande de cuivre contenant de l'arsenic dans, par exemple, les câbles électriques, l'une des utilisations majeures du cuivre, et les chambres de combustion ne sont plus fabriquées avec cet alliage, d'où une absence totale d'utilisation moderne.